# RADIO KICKS!
「RADIO KICKS!」(れでぃお きっくす！)は2008年10月5日から2012年9月30日まで、JFL系列のcross fmでオンエアされていた番組。

放送時間は日曜23:00～24:00。

## ナビゲーター
ナビゲーター(JFL系列ではDJをこう呼ぶ)は横浜市出身のシンガーソングライターである辻詩音。

## 概要
会社再生に伴う2008年10月の大改編で誕生した。

辻詩音の天真爛漫なキャラクターと明るいトークで人気があり、福岡県を中心とする九州と北海道での当人の人気を支える一因となっている。

尚、ディレクターはcross fmでナビゲーターも務める相越久枝である。

番組終了から1年8カ月経った2014年5月14日にRADIO KICKS! RETURNSのタイトルで一夜限りのスペシャルプログラムとして放送された。

## 過去のネット局
FM NORTH WAVE (2010年4月4日～2012年3月25日)

## 主なコーナー
レギュラーのコーナー
- バクバクバク

辻詩音がその週に見た夢を夢占いで占うコーナー。
- 詩音の音スケッチ～ナニコレナニコレ？

本人曰く｢辻詩音のボキャブラリーが試される｣コーナー。
元々は「詩音の音スケッチ」というコーナーで、スタジオ外に出て風景を伝えるコーナーであった。
現在はスタジオ内で、スタッフが用意した様々なものについて言葉で説明するコーナーになっている。
- ナツメロ･マイメロ

辻詩音やリスナーの｢懐かしい｣と思う一曲を紹介するコーナー。
不定期コーナー(バレンタインデーの前やゲストの登場時など、たまに実施される)
- どすこい！詩音ちゃん

辻詩音がリスナーの様々な質問に答えるコーナー。
- 私学ぶわ～個人授業～

ゲストから辻詩音が学ぶコーナー。
- ヤッホー二十歳もう一人の自分に会いに行こう！

心理テストで盛り上がるコーナー。
- 3年I組シオパチ先生！

辻詩音がリスナーの恋愛相談に答えるコーナー。

## 過去のコーナー
- はぐくめ！体内時計！

テーマに沿って1分ジャストで話すのを目指すコーナー。1分ジャストを達成したため、2008年末をもって終了となったが、10月5日放送分にて、久々に同コーナーがOAされた。なお、その際の記録は82秒であった。

## 備考
2010年11月7日の同番組cross fm放送分にのみ、一部音声不良（雑音）が発生し、同局で11月13日24:00 - に、当該分の再放送の対応が取られた。

## 主なゲスト

### 2009年
6月21日：SUPER BEAVER, Vijandeux

### 2010年
11月21日･28日：OKAMOTO'S
12月05日･12日：テツヤ
12月19日：D-High-Low（ヒロ）(isis)

### 2011年
4月24日･5月1日：大国男児